# Grigori Michailowitsch Rodtschenkow
Grigori Michailowitsch Rodtschenkow (russisch Григорий Михайлович Родченков; * 24. Oktober 1958 in Moskau, RSFSR) ist ein ehemaliger Direktor des Moskauer Anti-Doping-Zentrums, eines Labors, das von der Welt-Anti-Doping-Agentur (WADA) im November 2015 suspendiert wurde. 2016 setzte er sich in die Vereinigten Staaten ab und wurde dort zum Whistleblower zu den Praktiken des Dopings im Sport in Russland.

## Leben und Wirken

### Leiter des russischen Anti-Doping-Labors
Rodtschenkow studierte an der Lomonossow-Universität Moskau Chemie. Ab 2006 leitete er das Anti-Doping-Zentrum in Moskau, das einzige von der Welt-Anti-Doping-Agentur (WADA) akkreditierte Labor in Russland. Gegen ihn und seine Schwester, die Läuferin Marina Rodtschenkowa, wurde im Jahr 2011 wegen illegalen Verkaufs von Drogen ermittelt. Nach dem Bericht des staatlichen russischen Senders 360tv wurde Rodtschenkow im März 2011 nach einem Selbstmordversuch ins Krankenhaus eingeliefert. Vor Gericht wurde eine schizotypische Persönlichkeitsstörung geltend gemacht, die durch Stress verschärft werde. Die Vorwürfe gegen ihn wurden schließlich fallen gelassen, aber seine Schwester wurde zu einer Freiheitsstrafe von eineinhalb Jahren verurteilt.
Da Rodtschenkow formal immer noch Laborleiter des Testlabors für die Olympischen Winterspiele 2014 in Sotschi war, erhielt er im Jahr 2012 eine offizielle persönliche Einladung, das britische Doping-Testlabor in Harrow für die Olympischen Sommerspiele 2012 in London zu besuchen. Diese Einladung aus London rettete ihm möglicherweise die Gesundheit und das Leben. Da die russische Seite sehr an der Gewinnung von Informationen über westliche Testlabore interessiert war, und da die Einladung an Rodtschenkow persönlich ausgesprochen worden war, wurde dieser von den Vorwürfen freigesprochen und aus der psychiatrischen Behandlung, in der er sich befunden hatte, entlassen. Der britischen Laborleiter David Cowan war nach späterer Aussage nicht erfreut darüber, dass Rodtschenkow Zugang zu allen Informationen und Details über die Testverfahren in London erhielt, konnte aber nichts dagegen unternehmen, da dieser Mitglied der medizinischen Kommission des IOC war und ihm daher alle Informationen offengelegt werden mussten.
Das von russischen Athleten zu diesem Zeitpunkt hauptsächlich verwendete Anabolikum zum Doping war Turinabol. Rodtschenkow musste zu diesem Zeitpunkt jedoch schon klar gewesen sein, dass das systematische Doping russischer Athleten nicht unbemerkt bleiben konnte, da er selbst kurz zuvor ein Labor-Testverfahren zum Nachweis von Langzeit-Turinabol-Metaboliten veröffentlicht hatte. Letztlich kamen von den 140 Athleten, die in London wegen Dopings disqualifiziert wurden, mehr als ein Drittel aus Russland. Bei den Olympischen Winterspielen 2014 in Sotschi war Rodtschenkow ebenfalls Leiter des russischen Anti-Doping-Labors. Mittlerweile war bei russischen Athleten der Duchess Cocktail, der eine Mischung aus drei anabolen Steroiden (Oxandrolon, Metenolon und Trenbolon) enthielt, in Gebrauch. Wie später durch Whistleblower und die Oscar-prämierte Dokumentation Ikarus bekannt wurde, hatte der russische Inlandsgeheimdienst FSB eine Methode entwickelt, wie man die scheinbar sicher verschlossenen Probenröhrchen unbemerkt öffnen konnte. In Rodtschenkows Testlabor gab es ein geheimes Loch in der Wand, durch das „schmutzige“ Urinproben gegen „saubere“ ausgetauscht werden konnten. Aufgrund der großen Erfolge russischer Athleten in Sotschi wurde Rodtschenkow mit dem Orden der Freundschaft ausgezeichnet. Rodtschenkow diskutierte über das Doping während der Olympischen Winterspiele 2014 in Sotschi mit dem Whistleblower Witali Stepanow, der 15 Stunden ihrer Gespräche ohne Rodtschenkows Wissen aufnahm.
Das massenhafte Doping kam kurz danach durch russische Whistleblower, durch deutsche investigative Dokumentationen (z. B. die ARD-Dokumentation Geheimsache Doping – Wie Russland seine Sieger macht) und den Dokumentarfilm Ikarus ans Licht. Im November 2015 wurde das Labor von der WADA suspendiert. In einem WADA-initiierten offiziellen Bericht wurde russischen staatlichen Stellen eine systematische Förderung des Dopings in Russland vorgeworfen. Nach dem Bericht waren in Rodtschenkows Labor systematisch positiv getestete Proben unterschlagen und in aller Eile 1417 Proben vernichtet worden.

### Flucht aus Russland
Da er um sein Leben fürchtete, floh Rodtschenkow kurz nach Offenbarwerden des Skandals in die Vereinigten Staaten. Rodtschenkow wurde danach selbst zum Whistleblower und offenbarte seine Kenntnisse. Seither lebt er unter verdeckter Identität an unbekanntem Ort. Kurz nach seiner Flucht in die Vereinigten Staaten starben kurz hintereinander am 3. und 14. Februar 2016 zwei frühere Leiter der russischen Anti-Doping-Agentur RUSADA, Wjatscheslaw Sinew und Nikita Kamajew, unter ungeklärten Umständen. In einer E-Mail an den Journalisten David Walsh hatte Kamajew zuvor seine Absicht angekündigt ein „Buch über die wahre Geschichte der Pharmakologie des Sports und Dopings in Russland seit 1987“ zu schreiben, die er „als junger Wissenschaftler in einem geheimen Labor des sportmedizinischen Instituts der UdSSR“ miterlebt habe. Als Todesursache des 52-jährigen Kamajew wurde „Herzversagen“ angegeben, was von einigen seiner Bekannten in Zweifel gezogen wurde, da dieser nie über Herzprobleme geklagt habe.
Im Juli 2016 berichtete der McLaren-Report, eine unabhängige Untersuchung, die von der WADA beauftragt wurde, nach der Durchführung von Zeugengesprächen, Untersuchung tausender Dokumente, die Cyberanalyse von Festplatten, die forensische Analyse von Urinprobenerfassungsflaschen und die Laboranalyse einzelner Athletenproben, über belastende Beweise gegenüber Russland und bestätigte Rodtschenkows Angaben.

## Reaktionen
Nach den Olympischen Spielen in Sotschi erhielt Rodtschenkow den Orden der Freundschaft am 30. Januar 2015 vom stellvertretenden Sportminister Pawel Kolobkow überreicht. Im Jahr 2016, nachdem die Doping-Vorwürfe weithin gemeldet wurden, nannte Putin Rodtschenkow einen „Mann mit einem skandalösen Ruf“. Im Jahr 2018 nannte Putin Rodtschenkow einen „Schwachkopf mit offensichtlichen Problemen“.
Rodtschenkow lebt seit seiner Aussage zu Russlands Dopingsystem im Zeugenschutzprogramm des FBI.
Anfang 2019 brachten Demokraten und Republikaner das „Rodtschenkow-Gesetz“ in beide Kammern des US-Kongresses ein.  Im Oktober 2019 wurde es vom US-Repräsentantenhaus gebilligt.
Anfang Dezember 2020 setzte US-Präsident Trump mit seiner Unterschrift das sogenannte Grigorij-Rodtschenkow-Gesetz in Kraft.

## DokumentarfilmIkarus
Rodtschenkow wurde im Jahr 2017 im Netflix-Dokumentarfilm Ikarus unter der Regie von Bryan Fogel vorgestellt. Darin beschreibt Rodtschenkow seine Beteiligung an der systematischen Umgehung von Anti-Doping-Testen.